# Горслебен
Горслебен (њем. Gorsleben) општина је у њемачкој савезној држави Тирингија. Једно је од 50 општинских средишта округа Кифхојзер. Према процјени из 2010. у општини је живјело 582 становника. Посједује регионалну шифру (AGS) 16065022.

## Географски и демографски подаци
Горслебен се налази у савезној држави Тирингија у округу Кифхојзер. Општина се налази на надморској висини од 130 метара. Површина општине износи 10,8 km². У самом мјесту је, према процјени из 2010. године, живјело 582 становника. Просјечна густина становништва износи 54 становника/km².